# 城巴388線
城巴388線是香港島一條清明節及重陽節來往柴灣站和哥連臣角的路線，是方便掃墓市民的特別路線。

## 歷史
- 1989年4月2日，投入服務，初時由中巴營辦。
- 1998年9月1日，中巴專營權結束後，於同年重陽節期間改由新巴接辦。
- 2008年6月8日，調整收費，由$6.5調整至$6.9（實際上於2008年重陽節期間才生效）
- 2012年3月11日（清明節），調整收費，由$6.9調整至$7.2
- 2018年9月10日：增設實時抵站時間查詢服務。
- 2019年1月20日，調整收費，由$7.2調整至$7.6（實際上於2019年清明節期間才生效）
- 2021年4月4日（清明節當日），調整收費，由$7.6調整至$8.3
- 2022年1月2日，調整收費，由$8.3調整至$8.7（實際上於2022年重陽節期間才生效）
- 2022年3月，受新型冠狀病毒肺炎疫情影響，2022年清明節期間不設服務。
- 2023年6月18日，調整收費，由$8.7調整至$9.3（實際上於2023年重陽節期間才生效）
- 2023年7月1日：因應城巴新巴專營權合併，改由城巴營辦。

## 服務時間
本路線自開線以來只在清明節及重陽節提供服務，而每年的服務時段階有不同，如欲乘搭，請留意城巴有關新聞稿及乘客通告。

## 收費
全程：$9.3
| - 本線設有12歲以下小童及65歲或以上長者半價優惠。 - 65歲或以上香港居民使用「樂悠咭」，以及12歲以下合資格殘疾兒童使用「殘疾人士身份」個人八達通繳付車資，均可享有每程$2.0或半價（以較低者為準）的票價優惠；12至64歲合資格殘疾人士使用「殘疾人士身份」個人八達通（包括「樂悠咭」），以及60至64歲香港居民使用「樂悠咭」繳付車資，均可享有每程$2.0或全費（以較低者為準）的票價優惠。 - 65歲或以上長者如使用長者或一般個人八達通繳付車資，則只可享有半價優惠；12至64歲合資格殘疾人士如不使用「殘疾人士身份」個人八達通，以及60至64歲人士如不使用「樂悠咭」繳付車資，必須繳付全費。 - 乘客可以現金或八達通於上車時付款，不設找續。 - 每位成人乘客可免費攜帶最多兩名4歲以下而不佔座位的兒童乘客乘車，超額之4歲以下小童必須繳付小童車費乘車。 - 九龍巴士、城巴及龍運巴士全職員工及家屬（不包括外判職員）可免費乘搭本路線，惟必須拍職員或職員家屬八達通。 - 乘客亦可使用AlipayHK「易乘碼」、支付寶、 WeChatHK／微信支付「搭車碼」、銀聯雲閃付「乘車碼」及BOC Pay「乘車碼」、具有感應式支付功能的VISA、Mastercard及銀聯卡，以及Apple Pay、Google Pay及Samsung Pay流動支付平台繳付車資。使用此支付方式的乘客可享有中途下車之分段收費，以及與其他城巴獨營路線或聯營線城巴班次之轉乘優惠，惟不適用於與非城巴路線之轉乘優惠。使用此支付方式的乘客亦不能享有「公共交通費用補貼計劃」及「長者及合資格殘疾人士公共交通票價優惠計劃」。 |

## 行車路線
經：吉勝街、柴灣道、環翠道、連城道、歌連臣角道、石澳道、大潭道、柴灣道、東區走廊支路及寧富街。

### 沿線車站

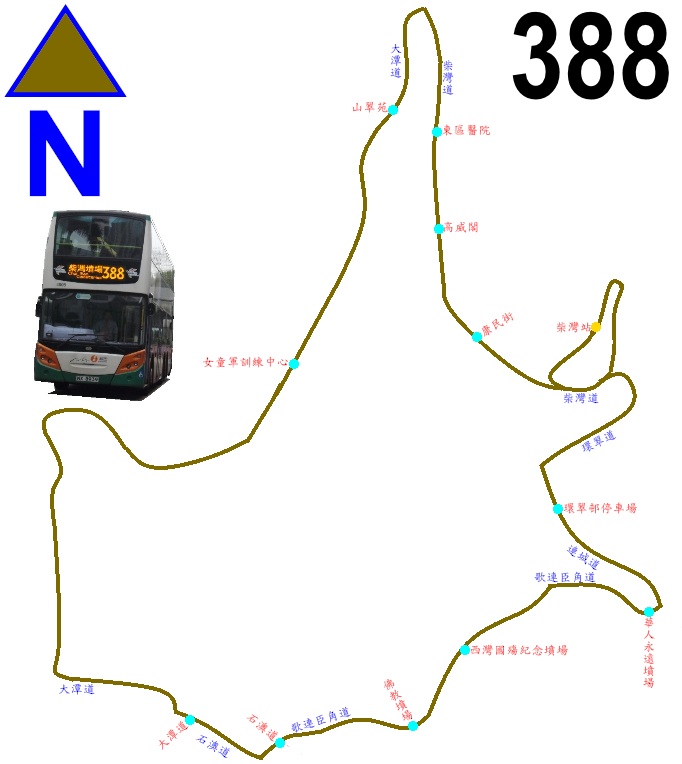
388線的走線圖

| 柴灣站開 | 柴灣站開         | 柴灣站開             |
| 序號     | 車站名稱         | 位置                 |
| -------- | ---------------- | -------------------- |
| 1        | 柴灣站           | 柴灣站公共運輸交匯處 |
| 2        | 環翠邨停車場     | 連城道               |
| 3        | 華人永遠墳場     | 哥連臣角道           |
| 4        | 西灣國殤紀念墳場 | 哥連臣角道           |
| 5        | 佛教墳場         | 哥連臣角道           |
| 6        | 歌連臣角火葬場   | 哥連臣角道           |
| 7        | 大潭道           | 石澳道               |
| 8        | 女童軍訓練中心   | 大潭道               |
| 9        | 山翠苑           | 大潭道               |
| 10       | 東區醫院         | 柴灣道               |
| 11       | 高威閣           | 柴灣道               |
| 12       | 康民街           | 柴灣道               |
| 13       | 柴灣站           | 柴灣站公共運輸交匯處 |

## 參看
- 城巴347線
- 城巴389線